# Sync (film)
Sync is een sciencefiction-actiefilm en -serie uit 2012, geregisseerd door YouTubepersoonlijkheden en regisseurs Sam Gorski en Niko Pueringer van Corridor Digital. Het maken van Sync is gefinancierd door Google met de bedoeling om YouTube te laten concurreren met netwerk-TV. Sync begon als een filmserie met afleveringen van 9 minuten, welke te bekijken waren op YouTube's Bammo Premium kanaal. De film ging officieel in première op 16 maart in 2012, maar werd op 11 februari 2014 publiekelijk uitgebracht op het YouTubekanaal van Corridor Digital om gratis te bekijken, als een "directors cut" waarbij alle afleveringen tot één naadloze film zijn samengevoegd.
De film gaat over een speciale agent uit de toekomst, wiens geest gevirtualiseerd is. Hij is in staat om zijn bewustzijn naar wens over te dragen aan speciaal geprepareerde lichamen. In de film staat de agent voor een van zijn grootste uitdagingen, wanneer een computervirus zijn systemen corrumpeert: sterfelijkheid.

## Cast
- Tanner Thomason als Charlie Cooper
- Jai Koutrae als Dr. John Wyatt
- Jude B. Lanston als agent Barney Griggs
- Krista Marie Yu als Yoshi